# سبدنشین روباهی
سبدنشین روباهی (نام علمی: Cisticola troglodytes) نام یک گونه از سرده سبدنشین است.